# Sonic Origami
Sonic Origami è il ventesimo album in studio del gruppo musicale rock britannico Uriah Heep pubblicato nel settembre 1998. È l'ultimo album in studio che vede la presenza dello storico batterista Lee Kerslake.

## Tracce
1. Between Two Worlds (Box/Lanzon) – 6:29
2. I Hear Voices (Bolder) – 3:55
3. Perfect Little Heart (Box/Lanzon) – 5:17
4. Heartless Land (Box/Lanzon/Matthew Lanzon) – 4:44
5. Only the Young (Bolder) – 4:43
6. In the Moment (Box/Lanzon) – 6:23
7. Question (Box/Lanzon) – 5:26
8. Change (Box/Lanzon) – 6:02
9. Shelter from the Rain (Bolder) – 6:10
10. Everything in Life (Box/Lanzon/Bolder/Kerslake) – 3:15
11. Across the Miles (J. Peterick/F. Sullivan) – 5:13
12. Feels Like (Box/Lanzon) – 4:37
13. The Golden Palace (Box/Lanzon) – 8:29
14. Sweet Pretender (Bolder) – 4:50

## Formazione
- Bernie Shaw - voce
- Mick Box - chitarra
- Phil Lanzon - tastiere
- Trevor Bolder - basso
- Lee Kerslake - batteria